# Amphitritides kuehlmanni
Amphitritides kuehlmanni är en ringmaskart som beskrevs av Arvantidis och Koukouras 1995. Amphitritides kuehlmanni ingår i släktet Amphitritides och familjen Terebellidae. Inga underarter finns listade i Catalogue of Life.